# 雨降神社
雨降神社（あまたらしじんじゃ）は、徳島県徳島市不動西町にある神社。

## 歴史
創立年代は不詳である。名方郡の延喜式内小社の和多都美豊玉比売神社に比定されている。文献によっては、式内社「天石門別豊玉比賣神社」にも比定される。元慶7年（883年）に従五位上の神階が授けられている。「阿波志」によると「雨降祠　新居南村にあり　前に池あり　雨乞すれば必ず応ず」とある。ただ雨降と書いて”アマタラシ”と読むのは不自然であり（普通はアマクダリ）、同じ読み方をする天足彦国押人命にかかわる神社だったのではないかとする説もある。

## 祭神
- 豊玉姫命

## 祭事
- 旧3月4日 - 太々神楽祭
- 旧6月4日 - 夏祭り
- 10月23日 - 例祭

## 交通
- JR徳島線鮎喰駅より約2.2km。
- 徳島市より徳島県道・香川県道1号徳島引田線経由、名田橋の手前（南）1Km、不動西の交差点で西へ入ってすぐ。